# Sabana Uatara
Sabana Uatara (em francês: Sabana Ouattara; em diúla: Sabana Wattara) foi um nobre africano mandinga do século XIX, fagama do Reino de Guirico entre 1885 e 1892. Não se sabe sua relação com o fagama anterior. Em seu reinado, de acordo com o explorador francês Louis-Gustave Binger, viveu junto de guerreiros dorobés de Dandé (na estrada entre Bobo Diulasso e Jené), a quem contratou para suprimir revoltas e castigar aldeias rebeldes do planalto de Taguara. Foi sucedido por Tiebá Niandané Uatara (r. 1892–1897).